# Jacques Canthelou
Jacques Canthelou (Elbeuf, 29 marzo 1904 – Parigi, 18 aprile 1973) è stato un calciatore francese, di ruolo difensore.

## Carriera

### Club
Dal 1923 al 1928 ha giocato per il Rouen.

### Nazionale
Debutta nella Francia il 4 giugno del 1924 contro l'Ungheria (0-1). Gioca 11 incontri con la Nazionale francese, l'ultimo il 17 maggio 1928 contro l'Inghilterra (1-5).